# Sylt (sziget)
Sylt Németország legnagyobb északi-tengeri szigete, a dán határ közelében. Hossza 38 km, területe 93 négyzetkilométer.

## Földrajz
A különleges alakú Sylt sziget, tulajdonképpen három összenőtt félszigetből áll. A dél felé nyúló szár (Hörnumer Halbinsel) átmérője 800 méter, mely egyben a sziget legkeskenyebb része. Középső szára a part felé nyúlik, mely tökéletes köldökzsinórként kapcsolja a szárazföldhöz. Az északi félsziget-szárny (Lister Halbinsel) a dán-német tengeri határig nyúlik fel. A szigeten található a 40 m magasan kiemelkedő homokos hát (Rotes Kliffen), melyről jól belátható a különleges alakú sziget-képződmény.

## Közigazgatás
Sylt községei:
- List auf Sylt
- Kampen
- Wenningstedt-Braderup
- Sylt
  - Archsum
  - Keitum
  - Morsum
  - Munkmarsch
  - Rantum
  - Tinnum
  - Westerland
- Hörnum

## Közlekedés

### Vasút
A 19. századtól rendszeres kompközlekedés kötötte össze a szárazfölddel. Az I. világháború után Észak-Schleswig és a kompkikötő Dániához került, ezért szükségessé volt a német partokkal való közvetlen összeköttetés biztosítása. Ekkor épült meg a Hindenburgdamm nevű töltés (nevét Paul von Hindenburg birodalmi elnökről kapta), amelyen át egy kétvágányú vasútvonal vezet a szigetre.

### Közút
Közúti kapcsolata ma sincs a szigetnek, a töltésen csak a mentőautók számára áll rendelkezésre egy murvás út. A vasútvonalon autószállító vonatok is közlekednek, illetve Dánia felől ma is járnak a kompok.

### Légi
Repülőtere a Sylti repülőtér.

## Galéria

Rotes Kliffen
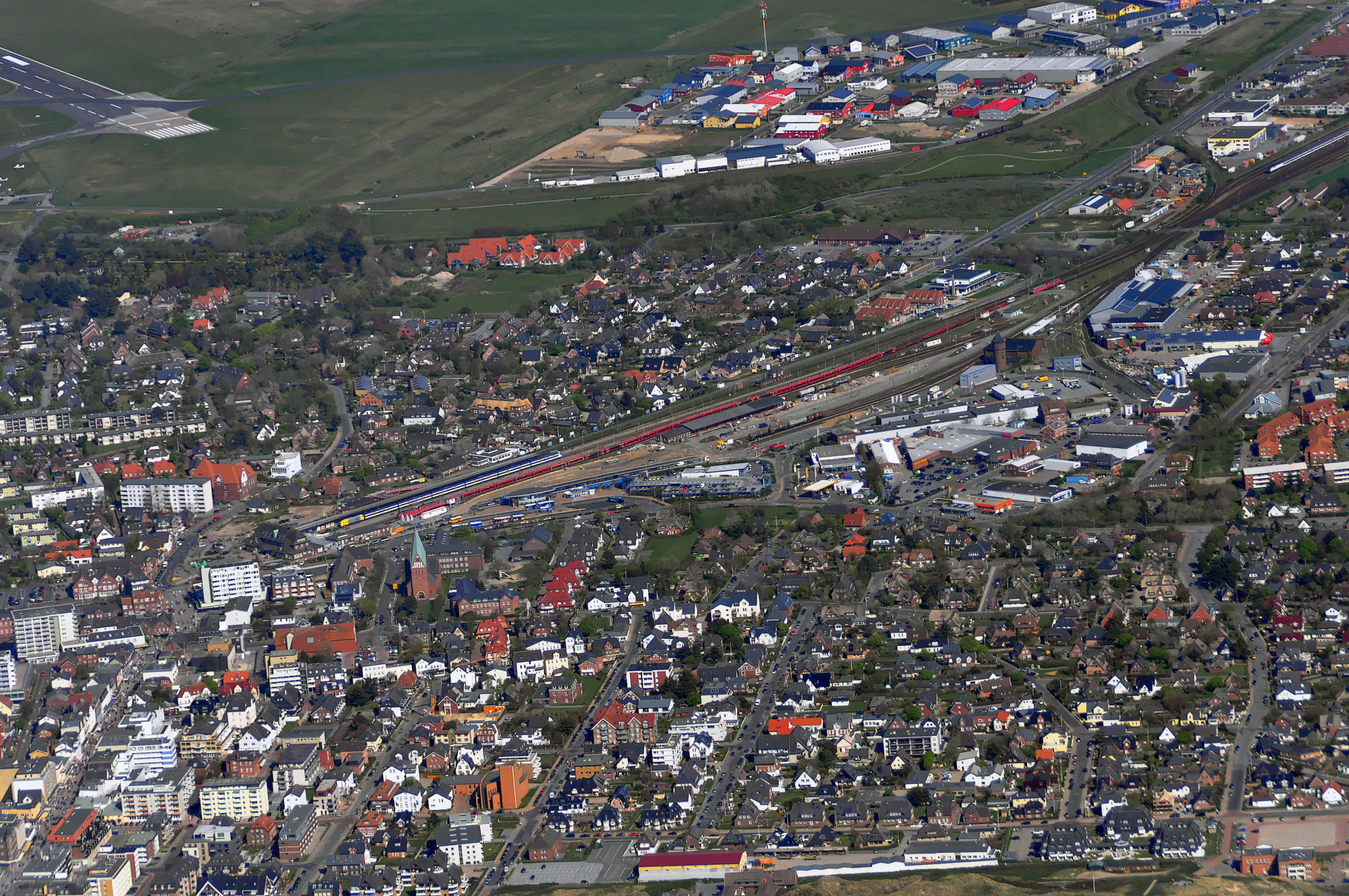
Az állomás
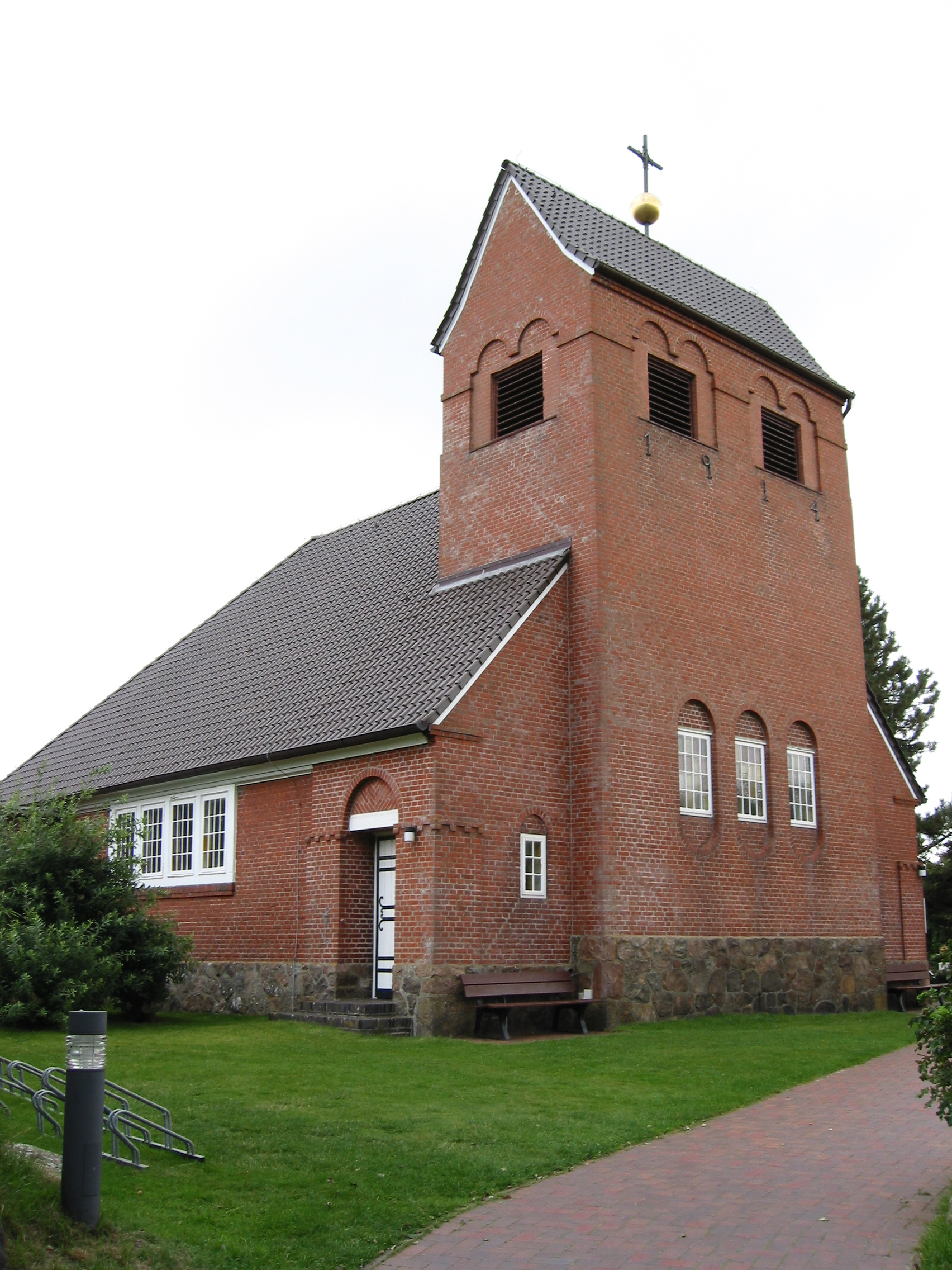
A templom Wenningstedtben
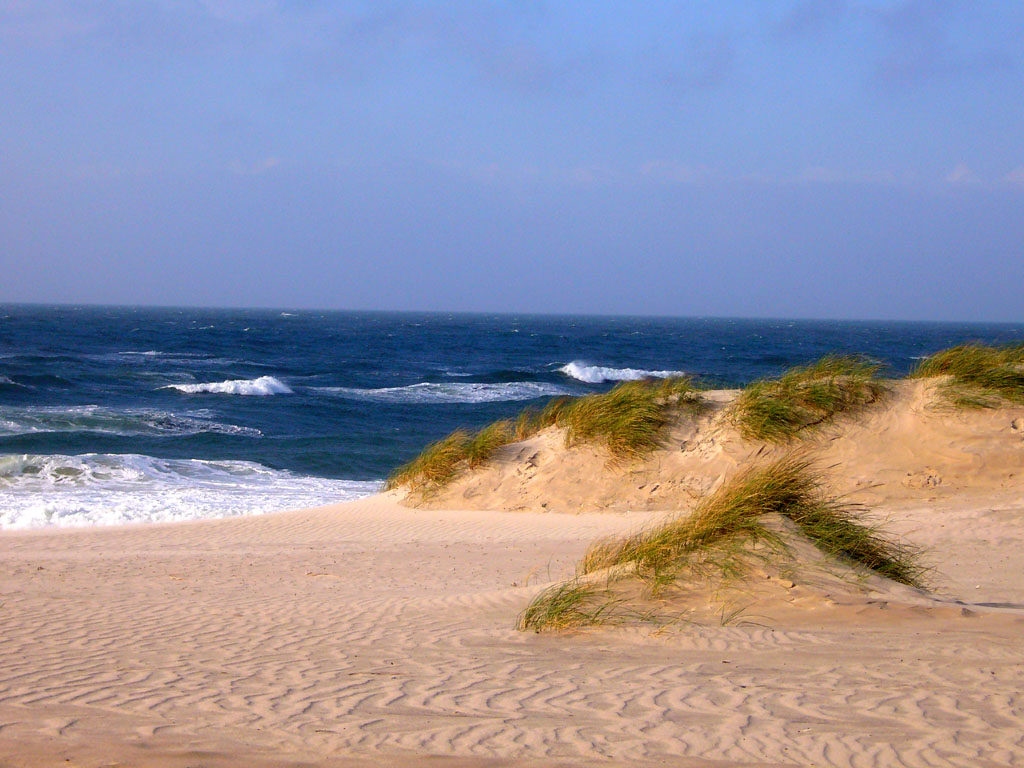
A tengerpart
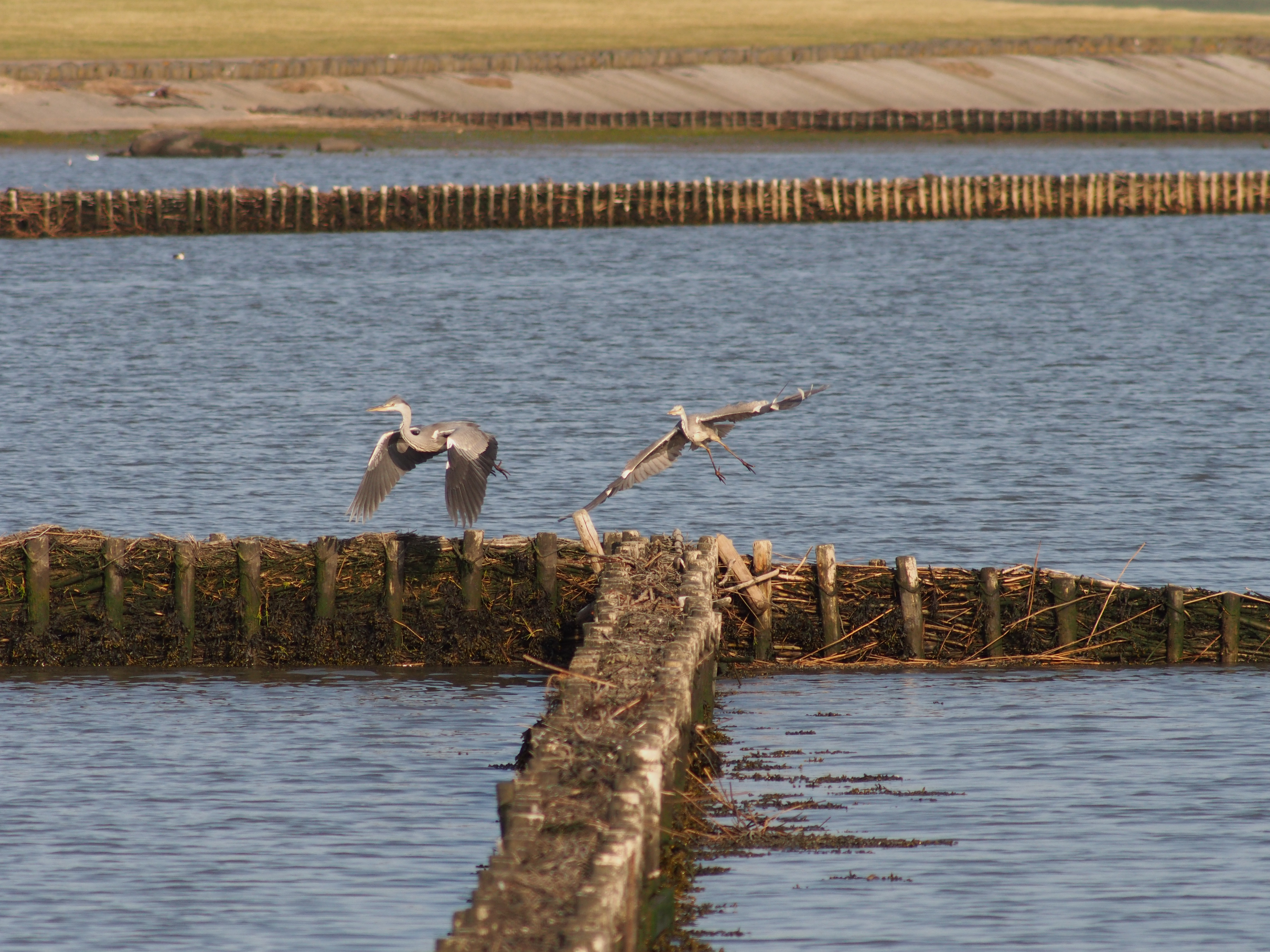
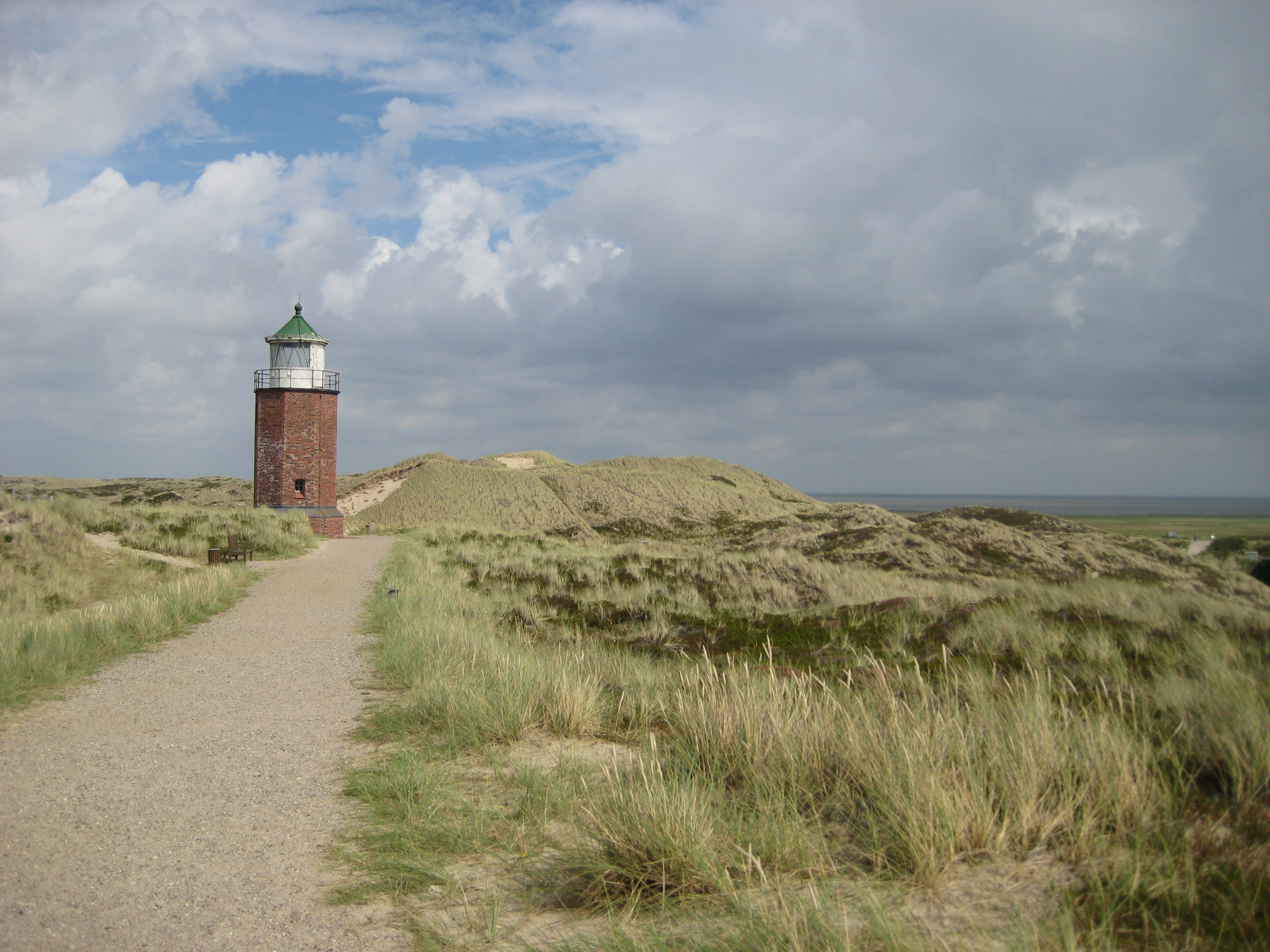
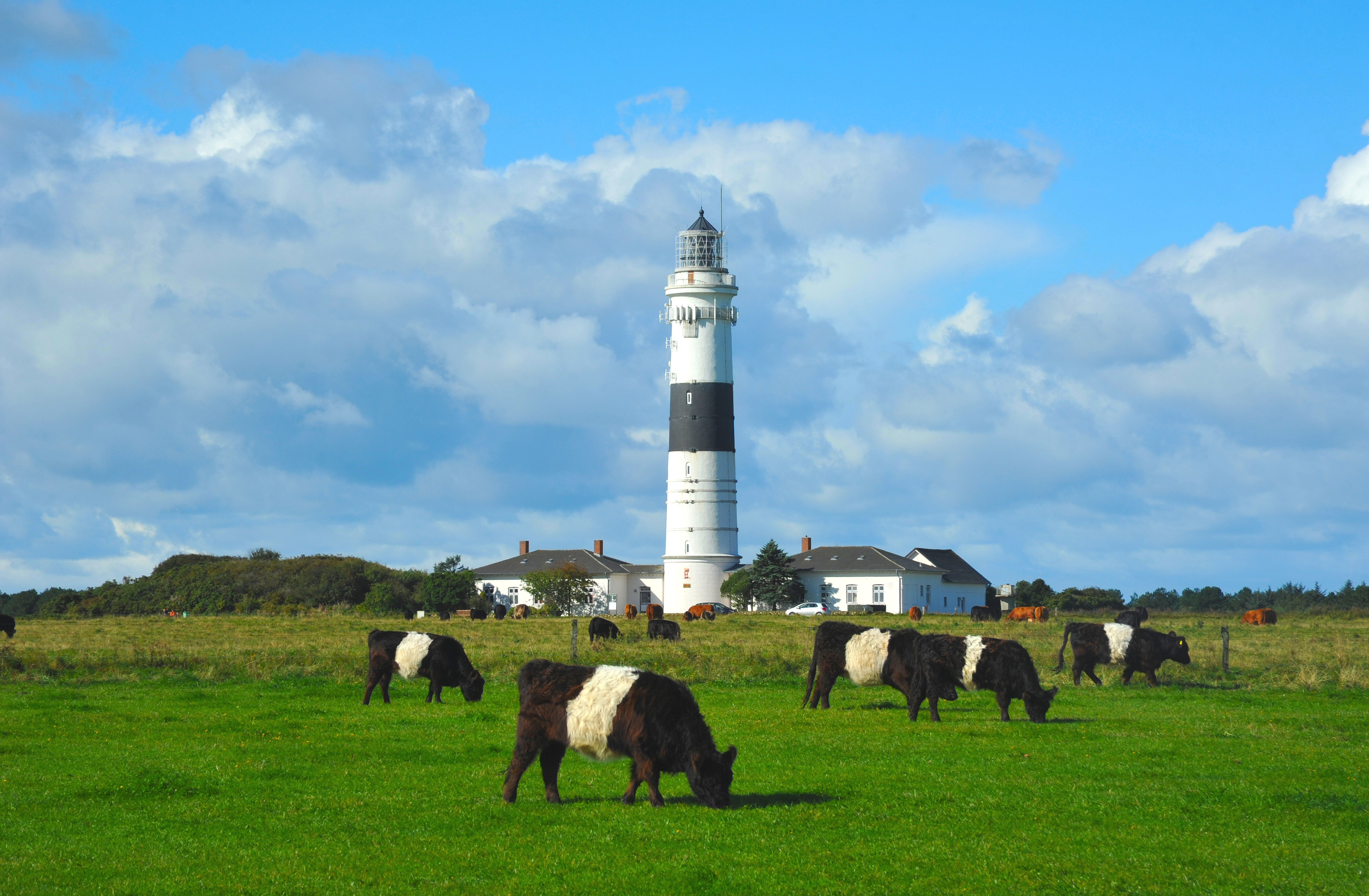
A világítótorony Kampenben
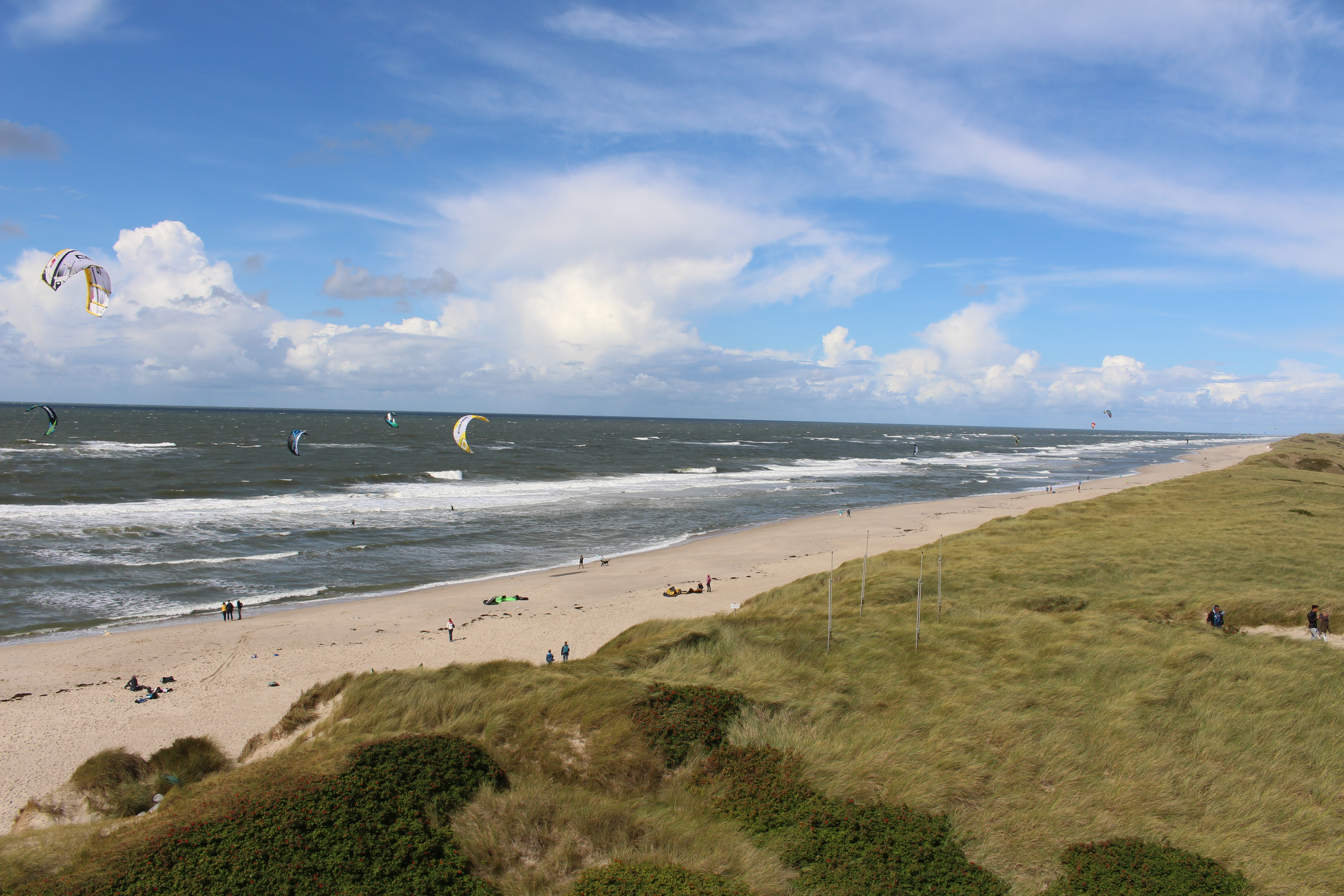
A tengerpart
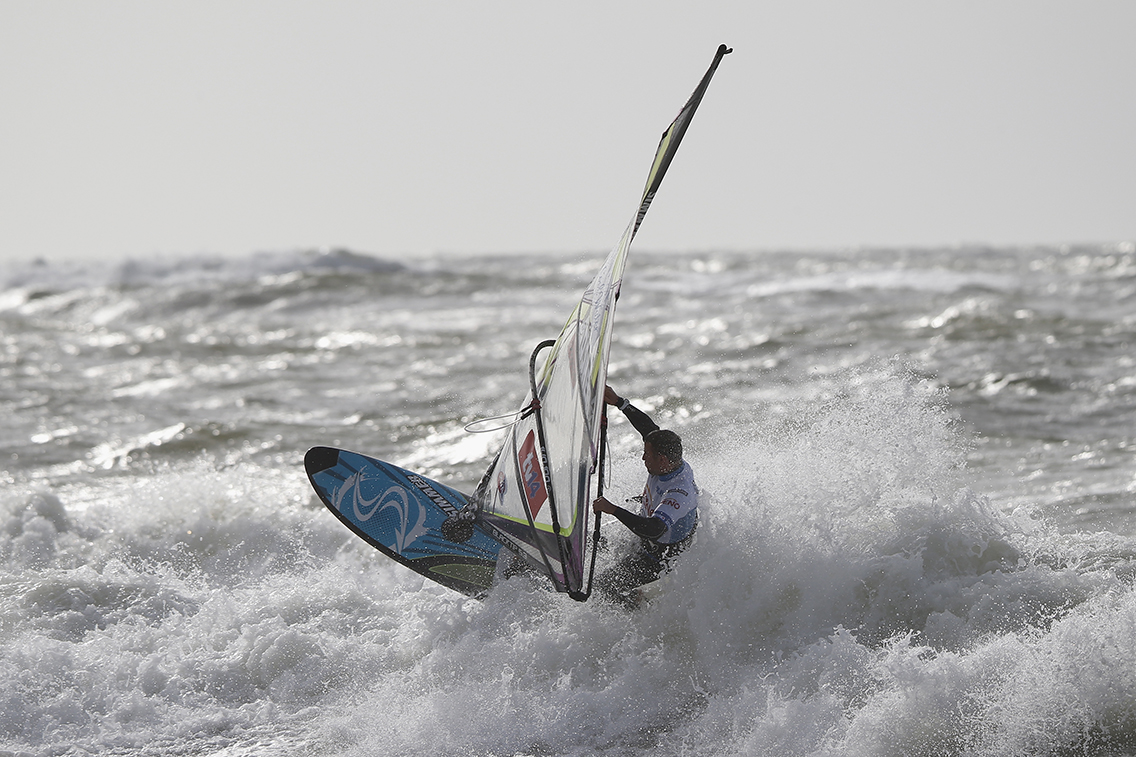
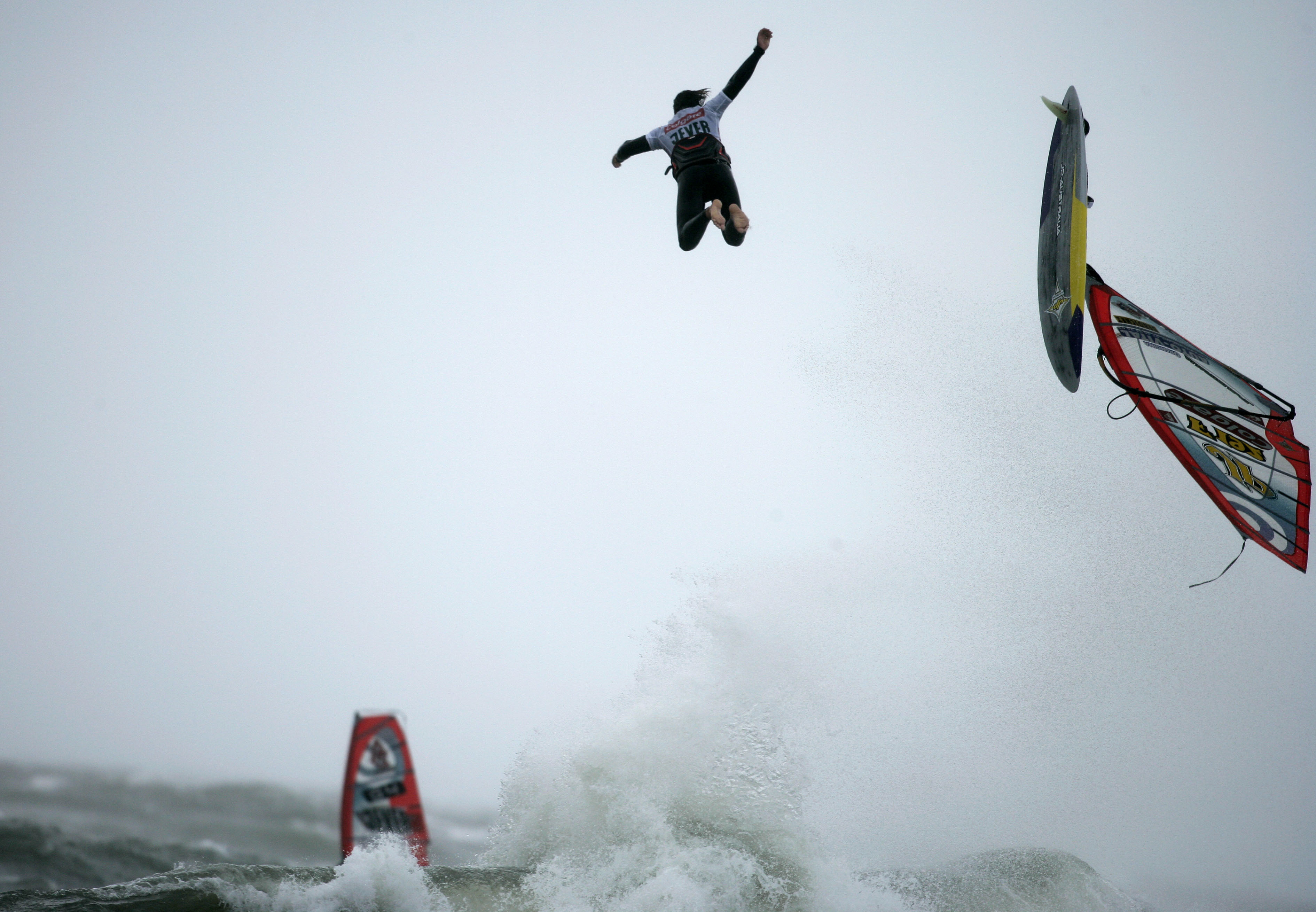
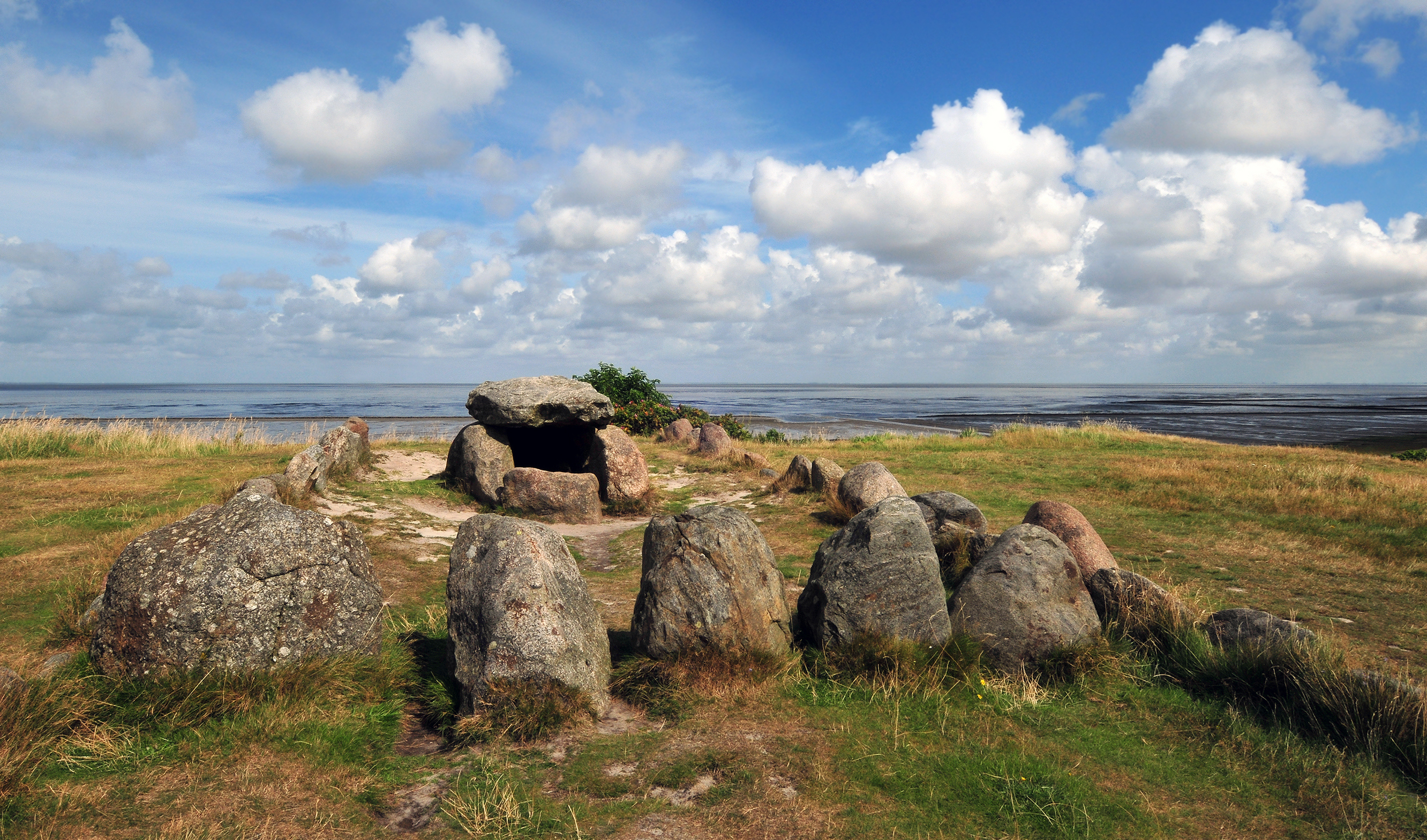
Harhoog Keitumban

## Turizmus
Sylt 54 km-nyi összefüggő strandjával a 19. század óta népszerű üdülőhelynek számít Németországban.